# Rhynchostegium revelstokense
Rhynchostegium revelstokense är en bladmossart som beskrevs av Kindberg 1897. Rhynchostegium revelstokense ingår i släktet näbbmossor, och familjen Brachytheciaceae. Inga underarter finns listade i Catalogue of Life.